# شین سابورای
شین سابورای (به ژاپنی: 佐分利 信, Saburi Shin) بازیگر و کارگردان فیلم ژاپنی بود. او در تعدادی از فیلم‌های یاسوجیرو ازو از جمله برادران و خواهران خانواده تودا (۱۹۴۱)، طعم چای سبز روی برنج (۱۹۵۲)، اعتدال گل (۱۹۵۸) و آخر پاییز (۱۹۶۰) در نقش اصلی ظاهر شد. او همچنین بیش از دوازده فیلم کارگردانی کرده‌است.